# 列胞苔虫科
列胞苔虫科（学名：Aeteidae）是唇口目下的一个科。

## 下属分类
本科包括以下属：
- 列胞苔虫属 Aetea Lamouroux, 1812
- Callaetea Winston, 2008